# Tephrina sardalta
Tephrina sardalta là một loài bướm đêm trong họ Geometridae.